# Quatre Hommes et une prière
Pour plus de détails, voir Fiche technique et Distribution.
Quatre Hommes et une prière (Four Men and a Prayer) est un film américain réalisé par John Ford, sorti en 1938.

## Synopsis
Le Colonel Loring Leigh est renvoyé de l'armée pour avoir ordonné au Capitaine Douglas Loveland de retirer ses Lanciers d'un col en Inde, ce qui a permis à une tribu hostile d'être ravitaillée en munitions et ainsi de se révolter en causant plusieurs dizaines de morts. Il télégraphie à ses quatre fils, Rodney, étudiant à Oxford, Wyatt, avocat à Londres, Chris, aviateur et playboy, Geoffrey, attaché à l'ambassade britannique à Washington, de le retrouver chez lui. Alors qu'il se prépare à leur parler de cet ordre qui a été en réalité contrefait par quelqu'un travaillant pour des marchands de munitions, il est tué par un homme qui ensuite vole ses papiers. Ses fils vont chercher à découvrir la vérité, aidés par Lynn Cherrington, la fille de l'industriel qui a produit les munitions. Ils vont découvrir le vrai coupable et rendre son honneur à leur père.

## Fiche technique
- Titre original : Four Men and a Prayer
- Titre français : Quatre Hommes et une prière
- Réalisation : John Ford
- Scénario : Richard M. Sherman, Sonya Levien et Walter Ferris d'après le roman Four Men and a Prayer publié en 1937 par David Garth (1908-1983)
- Direction artistique : Bernard Herzbrun et Rudolph Sternad (en)
- Décors : Thomas Little
- Costumes : Royer, David Preston, Carrie O'Neil
- Photographie : Ernest Palmer
- Son : E. Clayton Ward, Roger Heman
- Montage : Louis R. Loeffler
- Musique : Louis Silvers, Ernst Toch
- Direction musicale : Louis Silvers
- Production associée : Kenneth Macgowan, Robert Guggenheim Jr., Harry Joe Brown, Bert Levy
- Société de production : Twentieth Century Fox
- Société de production : Twentieth Century Fox
- Pays d'origine :  États-Unis
- Langue originale : anglais
- Format : Noir et blanc — 35 mm — 1,37:1 — Son : Mono (Western Electric Mirrophonic Recording)
- Genre : film d'aventure
- Durée : 85 minutes
- Dates de sortie : 
  - États-Unis : 29 avril 1938
  - France : 22 juin 1938

## Distribution
- Loretta Young : Miss Lynn Cherrington
- Richard Greene : Geoffrey Leigh
- George Sanders : Wyatt Leigh
- David Niven : Christopher Leigh
- C. Aubrey Smith : Le colonel Loring Leigh
- J. Edward Bromberg : Le général Torres
- William Henry : Rodney Leigh
- John Carradine : Le général Adolfo Arturo Sebastian
- Alan Hale : Furnoy
- Reginald Denny : Le capitaine Douglas Loveland
- Berton Churchill : Martin Cherrington
- Barry Fitzgerald : Soldat Mulcahay
- Claude King : Le général Bryce
- Cecil Cunningham : Piper
- Frank Dawson : Manders
- John Sutton : Capitaine Drake
- Lina Basquette : Ah-Nee
- Frank Baker : L'avocat
- William Stack : Procureur
- Harry Hayden : Mike
- Will Stanton : Cockney à Marlanda
- Winter Hall : Juge

Et, parmi les acteurs non crédités :
- Noble Johnson : Un autochtone
- Chris-Pin Martin : Sergent à Marlanda
- George Regas : Un policier égyptien

## Production
- Le roman est paru d'abord en feuilleton et Twentieth Century-Fox a acheté les droits en mai 1936, avant qu'il ne sorte en librairie[1]. William Faulkner[2] a été pressenti pour travailler sur le scénario, mais n'aurait finalement rien écrit[1].